# Gauriaguet
Gauriaguet é uma comuna francesa na região administrativa da Nova Aquitânia, no departamento da Gironda. Estende-se por uma área de 5,38 km². Em 2010 a comuna tinha 1 348 habitantes (densidade: 250,6 hab./km²).